# Provincia Tabuk

Localizarea provinciei în Arabia Saudită

Tabuk (arabă: تبوك Tabūk) este una dintre provinciile Arabiei Saudite și are capitala la Tabuk. Provincia are ieșire la Marea Roșie.